# サム・イダルゴ＝クライン
サム・イダルゴ＝クライン(Sam Hidalgo-Clyne、1993年8月4日 - )は、スコットランドのラグビーユニオン選手。現在はユナイテッド・ラグビー・チャンピオンシップ、ベネットン・ラグビーでプレーしている。ポジションは主にスクラムハーフだが、フライハーフやウイングなどの経験もある。

## プロフィール
スペイン人の父とスコットランド人の母との間にグラナダで生まれたイダルゴ＝クラインは3歳の時にスコットランドのエディンバラに移住し、ラグビーを始めたという。
2011年、エディンバラに加入し、その年は7人制に専念していたが2013年のマンスター戦でプロ12のデビュー戦を迎えた。代表としては2015年のシックスネーションズで初めてベンチ入りし、その年のワールドカップの代表スコッドにも入った。